# Frijolillo, Mariano Escobedo
Frijolillo är en ort i Mexiko.   Den ligger i kommunen Mariano Escobedo och delstaten Veracruz, i den sydöstra delen av landet, 210 km öster om huvudstaden Mexico City. Frijolillo ligger 2 333 meter över havet och antalet invånare är 650.
Terrängen runt Frijolillo är bergig norrut, men söderut är den kuperad. Runt Frijolillo är det tätbefolkat, med 411 invånare per kvadratkilometer. Närmaste större samhälle är Orizaba, 15,2 km sydost om Frijolillo. I omgivningarna runt Frijolillo växer i huvudsak städsegrön lövskog.